# Прека, Джордж
Джордж Прека (мальт. Ġorġ Preca, англ. George Preca; 12 февраля 1880, Валлетта — 26 июля 1962, Санта-Венера) — мальтийский священник, основатель Общества христианской доктрины MUSEUM. Беатифицирован в 2001 году, канонизирован как католический святой в 2007 году.

## Биография
Джордж Прека родился в феврале 1880 года в Валлетте в семье Винченцо и Наталины Чераволо. В 1888 году его семья перебралась в Хамрун — быстро растущий город неподалёку от Валлетты. По окончании лицея по совету одного из своих учителей Джордж поступил в Мальтийскую семинарию, где его подготовили к священническому сану.
По воспоминаниям Джорджа Преки, через несколько дней после того, как в апреле 1905 года умер его исповедник Алоизий Галеа, он явился Джорджу, поведав ему, что тот избран Богом, чтобы учить его народ. Вдохновлённый этим откровением Прека составил устав, который предусматривал назначение семи диаконов в каждом приходе, которые при поддержке светских добровольцев будут обучать «Божий народ». В 1905 и 1906 году сформировалась первая группа учеников Джорджа Преки во главе с Эугенио Борком, которого тот начал посвящать в тайны Евангелия от Иоанна.
За несколько месяцев до рукоположения Джордж Прека серьёзно заболел и был при смерти. Официальный сайт Ватикана сообщает, что ему удалось остаться в живых благодаря вмешательству святого Иосифа, но его левое лёгкое не восстановилось до конца жизни. Джордж Прека был рукоположен в священники 22 декабря 1906 года и уже в Рождество отслужил мессу в хамрунской приходской церкви Св. Каэтана.
В первые месяцы 1907 года Прека со своими учениками сформировал Общество сынов и дочерей папы, впоследствии известное как Общество христианской доктрины. Поскольку поначалу местом сборов членов общества было заброшенное здание, которое они в шутку называли «музеем», Прека придумал для них латинский девиз в форме акростиха — Magister Utinam Sequatur Evangelium Universus Mundus! («Учитель, пусть весь мир следует евангельскому Завету!»). Первые буквы акростиха складывались в аббревиатуру MUSEUM, и под этим названием Общество христианской доктрины также стало широко известно на Мальте. Первым генералом нового общества стал Эугенио Борк, а женское отделение общества в 1910 году возглавила Джаннина Кутайар. В 1909 году отделения общества были закрыты по приказу местных властей, но благодаря заступничеству приходских священников перед церковным начальством это решение впоследствии было отменено.
К 1910 году относится также новое духовное откровение Джорджа Преки. Как он вспоминал, однажды утром в портовом городе Марса он увидел 12-летнего мальчика с тачкой, гружённой мешком с навозом. Мальчик повернулся к священнику и величественно потребовал: «Помоги мне!» Когда Джордж дотронулся до тачки, всё его существо затопила божественная благодать, и впоследствии он уже не мог вспомнить, ни куда они шли с мальчиком, ни куда тот потом исчез. Впоследствии он пришёл к выводу, что ему явился мальчик-Иисус, который хотел, чтобы он и его последователи помогли ему унавозить его ниву и виноградник разумными идеями и прочной структурой.
В этом духе в дальнейшем и развивалось Общество христианской доктрины, став сообществом людей, не имеющих священнического сана, но занятых пропагандой катехизиса и ведущих простую «библейскую» жизнь, перемежаемую молитвами и размышлениями в определённые часы. Деятельность общества воспринималась окружающими неоднозначно: в середине второго десятилетия XX века в газетах была опубликована серия статей, представлявших его в негативном свете, а в 1916 году его деятельность расследовалась комиссией Курии. Хотя это расследование было унизительным для Преки, в итоге комиссия дала положительный отзыв, и римские власти в 1932 году официально поддержали Общество христианской доктрины. В 1952 году первые пять членов общества были отправлены проповедовать в Австралии, а в дальнейшем его отделения открылись в Англии, Албании, Кении, Судане и Перу.
Прека посвятил свою дальнейшую деятельность распространению христианской идеи на Мальте, написав целый ряд книг на темы христианских догматов, морали и духовности. Особого его внимания удостоились Евангелия, которые он называл «Голос Возлюбленного», и чудо вочеловечения Христа. Прека, в 1918 году ставший терциарием, а в 1919 году братом кармелитского ордена, глубоко почитал Богородицу и проповедовал ношение Чудесного медальона. В 1957 году он выдвинул предложение о включении в розарий пяти «светлых тайн». Вдохновенные проповеди отца Джорджа, его вера в божественное правосудие и божественное милосердие привлекали к нему верующих, которые были убеждены, что с его помощью их молитвы скорей дойдут до цели; к нему обращались за поддержкой, советом и утешением. В 1952 году Пий XII назначил отца Джорджа папским капелланом, и в течение шести лет, до смерти папы, тот носил титул «монсеньора».
Джордж Прека умер в июле 1962 года в своём доме в Санта-Венере. Несмотря на его просьбу о скромном погребении, на его похороны явились тысячи верующих со всей Мальты и высшее религиозное и светское руководство страны. Он был похоронен в крипте церкви Богоматери Чудесного медальона в пригороде Хамруна Блата-л-Байда.

## Беатификация и канонизация
Могила отца Джорджа быстро стала местом паломничества. В 1975 году был начат процесс его беатификации в связи с чудом, датируемым 1964 годом. В феврале этого года страдавший от отслоения сетчатки Чарльз Заммит Эндрич чудесным образом излечился, положив на ночь под подушку частицу мощей Джорджа Преки. В мае 2001 года в ходе своего визита на Мальту папа Иоанн Павел II объявил о его беатификации.
Позже было сообщено о втором чуде, связанном с реликвиями Джорджа Преки и на сей раз датируемом 2001 годом. В 2001 году о его заступничестве просили родители новорожденного мальтийского мальчика Эрика Катании, умиравшего от болезни печени в Лондоне. Доступный для пересадки орган должен был быть отвергнут организмом Эрика. Его родители в попытке заручиться небесным покровительством положили в детскую кроватку рукавицу, использовавшуюся при эксгумации остатков отца Джорджа, и через четыре дня выяснилось, что операция больше не нужна, поскольку функционирование собственной печени Эрика восстановилось в полном объёме. После того, как Ватикан подтвердил чудесное исцеление, в июне 2007 года папа Бенедикт XVI канонизировал Джорджа Преку.
В декабре 2009 года рядом с церковью Святого Каэтана в Хамруне была открыта бронзовая статуя святого Джорджа Преки. Статуя работы скульптора Джанни Бониччи была отлита в Парме.